# سام هارت
سام هارت (بالإنجليزية: Sam Hart)‏ (10 سبتمبر 1996 في المملكة المتحدة - ) هو لاعب كرة قدم بريطاني في مركز الظهير. لعب مع نادي ليفربول.

## وصلات خارجية
- سام هارت على موقع قاعدة بيانات كرة القدم.إي يو (الإنجليزية)
- سام هارت على موقع Soccerbase.com (لاعب) (الإنجليزية)